# 西斯特尔尼加
西斯特尔尼加，是西班牙卡斯蒂利亚-莱昂巴利亚多利德省的一个市镇。总面积32平方公里，2001年普查人口總數為4378人，人口密度為每平方公里137人。